# Viktor Orekhov
Viktor Alekseyevytch Orekhov (russe : Виктор Алексеевич Орехов, né à Soumy en 1944, en Ukraine), est un ancien officier du KGB.

## Biographie
Il devient capitaine du KGB chargé de surveiller et de réprimer les dissidents (la 5e direction). Il découvre alors la littérature interdite (Soljenitsyne, Zinoviev, Avtorkhanov (en)) et fait un voyage au Japon. Son esprit critique l'amène à se rallier à la cause des dissidents tout en se sentant fidèle à son pays. C'est depuis le KGB qu'il va essayer, dès 1976, de protéger des dissidents, en les informant des perquisitions et des écoutes, et en écartant des documents les compromettant. Il est arrêté en août 1978 par le KGB et envoyé huit ans dans un camp de travail. À son retour, il ouvre un atelier de confection. À la suite de l'article d'un journaliste retraçant son histoire, les dissidents le rencontrent et font régulièrement appel à lui pour profiter de son témoignage ou de son expertise. En 1995, il est arrêté pour un motif fallacieux et condamné à 3 ans de camp de travail. Les dissidents créent un comité de soutien qui parvient à écourter sa peine. À sa sortie, une rumeur l'informe qu'il est en danger et il est invité, sur le champ, à s'exiler aux États-Unis, sous la protection de l'ambassade des États-Unis. Il vit désormais dans la clandestinité, l'isolement et la pauvreté (il ne vit que d'embauches à court terme).
En 2010, le journaliste d'investigation Nicolas Jallot tourne le documentaire Viktor Orekhov : Le Dissident du KGB. À la demande de Viktor Orekhov lui-même, Nicolas Jallot écrit également l'histoire de ce héros oublié. Viktor Orekhov, un dissident au KGB, livre publié chez Stock en mai 2011, retrace le parcours de cet homme victime de son courage, à travers son propre témoignage et ceux de nombreux acteurs de l'époque (dissidents, kgbistes, etc.).